# Giao Nhân
Giao Nhân là một xã thuộc huyện Giao Thủy, tỉnh Nam Định, Việt Nam.
Xã Giao Nhân có diện tích 6,34 km², dân số năm 1999 là 7925 người, mật độ dân số đạt 1250 người/km². Đây là địa phương có dự án Đường cao tốc Ninh Bình – Hải Phòng đi qua.